# Titirez

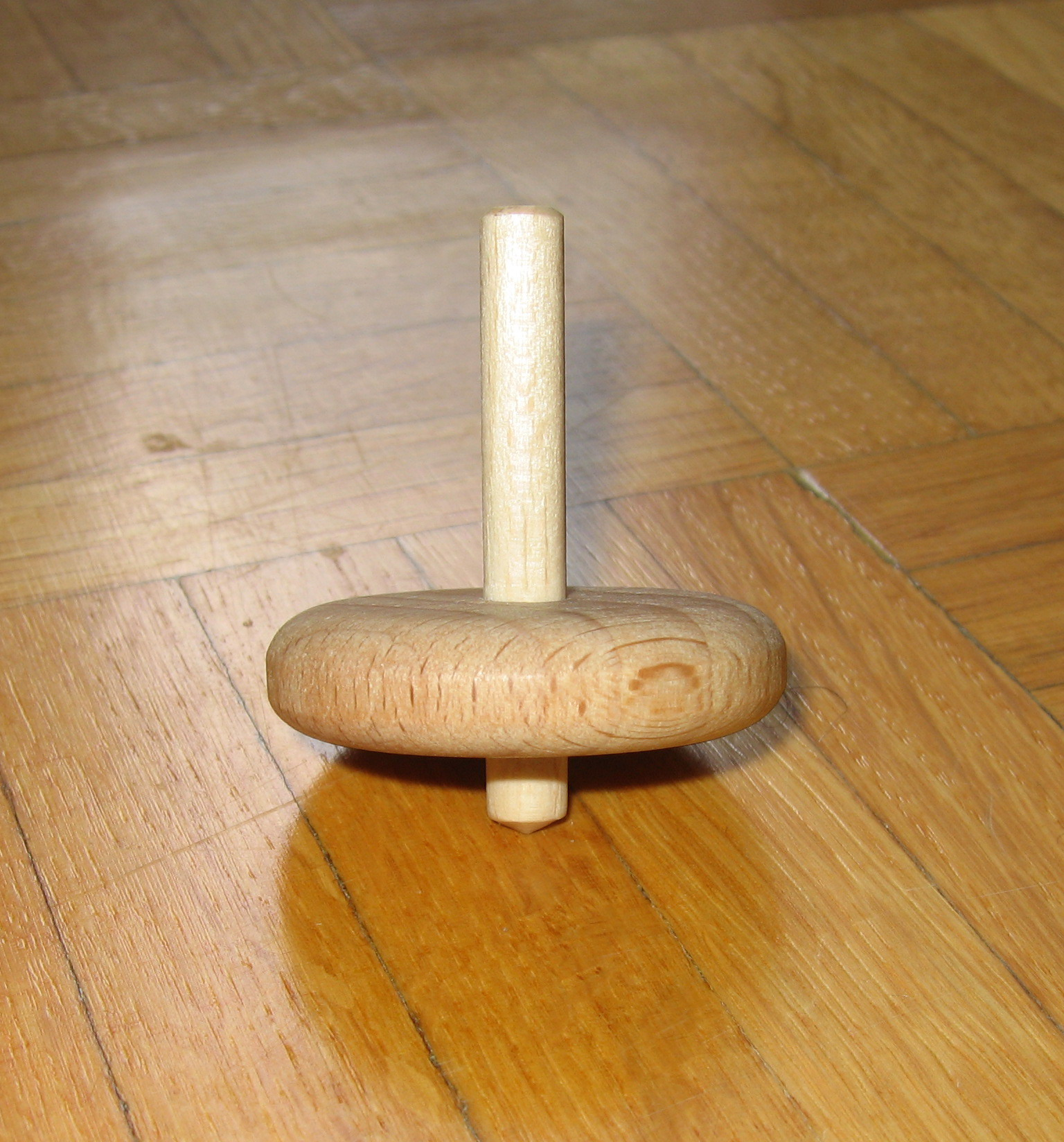
Titirez din lemn în repaus

Titirezul (denumit și sfârlează sau, mai rar, prâsnel) este o jucărie tradițională simplă, în general de mici dimensiuni, constând dintr-un obiect rigid cu simetrie de rotație, prevăzut la una dintre extremități cu un vârf ascuțit. Atunci când este pus în mișcare prin răsucire rapidă în jurul axei sale și eliberat pe o suprafață plană, titirezul trebuie să își mențină cât mai mult poziția verticală, rotindu-se în echilibru pe vârf. Funcționează pe același principiu cu giroscopul.
Astfel de jucării au existat încă din Antichitate, când au fost atestate în numeroase areale culturale. Ele și-au păstrat popularitatea de-a lungul întregii istorii, fiind extrem de răspândite și îndrăgite până în prezent.

## Istoric
Probabil că ideea titirezului le-a fost inspirată oamenilor preistorici de observarea proprietăților unor obiecte naturale familiare ca „fructele” coniferelor, ghinzile sau cochiliile de formă conică, încorporate ulterior în construirea unor artefacte derivate. Tehnica primitivă cunoștea și folosea principiul rotației rapide în jurul unei axe verticale în invenții foarte timpurii, cum au fost sfredelul cu coardă și arc pentru aprinderea focului, sau fusul și fusaiolele, care sunt posibile prefigurări ale titirezului de mai târziu.
Săpăturile arheologice au scos la iveală obiecte considerate a fi cele mai vechi atestări istorice ale existenței titirezului, din perioada chacolitică și epoca bronzului, în culturi antice îndepărtate unele de altele, unde și-au făcut apariția independent. Ele erau confecționate prin tehnici diferite și utilizând o mare varietate de materiale: din lut, la Ur, în Mesopotamia (3500 î.Hr.), din ceramică de tip terra cotta, la Troia (3000 î.Hr.), din lemn, în Egipt (între 2000 și 1400 î.Hr.). În China, cele mai vechi descoperiri datează din jurul anului 1250 î.Hr.
În Grecia antică, prezența titirezului este mai bine cunoscută, dovezile arheologice directe fiind completate și de alte tipuri de izvoare și informații. Prima mențiune într-un text literar apare la Homer, în Iliada (XIV, 413), sub forma unei comparații firești, nedezvoltate, care dovedește caracterul familiar și popularitatea obiectului: στρόμβον δ᾽ ὣς ἔσσευε βαλών - „(Hector), lovit de pietroi, rotitu-s-a-n jur ca sfârleaza”. Numele homeric al titirezului, στρόμβος (strombos), este și cel mai vechi din cultura europeană, aflat în uz până astăzi.

## Construcție

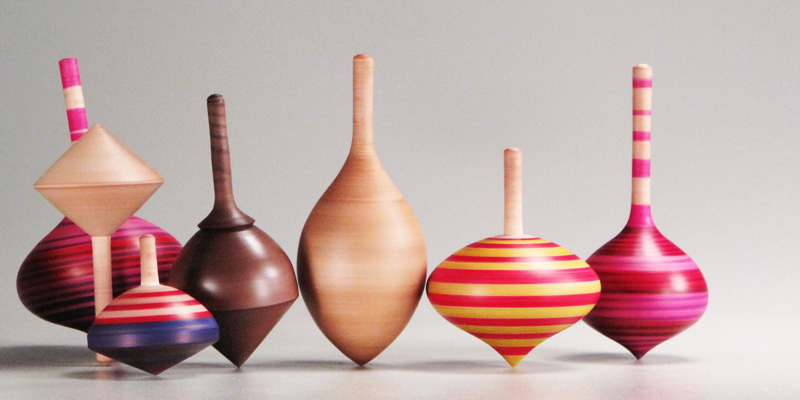
Forme pop art de titirez propuse de designerul David Earle

Există numeroase variante constructive și forme diferite de titirez, dar caracteristicile de bază sunt întotdeauna aceleași, dictate de proprietățile lui mecanice:
- o masă echilibrată (centru de masă situat pe axa de rotație);
- o valoare mare a momentului de inerție în raport cu axa (mase repartizate departe de aceasta);
- un contact punctual cu suprafața de sprijin, situat pe axă (sau foarte aproape de aceasta), pentru diminuarea efectelor frecării;
- un sistem de imprimare a mișcării de rotație (tijă prehensibilă, sfoară înfășurată pe tambur, etc.) care permite lansarea titirezului.

## Tipologie

Funcționarea titirezului sferic

### Titirez sferic
Cunoscut mai ales sub numele său din limba engleză, tippe top, titirezul sferic are proprietatea remarcabilă de a se răsturna și ridica în mod neașteptat pe propria sa tijă, de formă cilindrică, proprietate care i-a atras și denumirea de „titirez magic” (franceză: toupie magique). A fost brevetat în 1891, de către Helene Sperl din München, dar patentul a expirat în anul următor din cauza neplății taxelor aferente. O versiune ușor diferită a fost brevetată în 1950 de către inginerul danez Werner Østberg.

### Titirez magnetic
În anul 2008 prof. dr. Ioan Grosu, de la Iași, a inventat un titirez ce se deplasează în direcția dorită de manipulator, cu ajutorul unui magnet. Invenția sa – „Jucărie cu dinamică controlată” – a fost premiată cu o medalie de argint la Salonul de Invenții de la Geneva.